# Цветок моей тайны
«Цветок моей тайны» (исп. La flor de mi secreto) — драма Педро Альмодовара 1995 года.

## Сюжет
Леокадия («Лео») Масиас (Мариса Паредес) — немолодая писательница сентиментальных женских романов, которые издаются под псевдонимом Аманда Грис и пользуются популярностью по всей Испании. Жизнь самой Лео не столь безоблачна, как у героинь её романов: она не желанна для своего мужа Пако (Иманоль Ариас), армейского офицера НАТО.
Лео начинает менять свой писательский стиль, уделяя больше внимания темам боли и потерь. Однако издатели требуют счастливого окончания романов, по крайней мере, пока не истечёт её контракт.
Она также начинает пересматривать свои отношения с мужем, псевдо-лучшей подругой Бетти (Карме Элиас), сестрой Розой (Росси Де Пальма) и пожилой матерью (Чус Лампреаве). Лео встречает Анхеля (Хуан Эчанове), редактора газеты, который влюбляется в её творчество и в неё саму.

## Связь с другими фильмами Альмодовара
- Сюжет одного из романов Лео спустя десять лет лёг в основу фильма Альмодовара 2006 года «Возвращение».
- Другая сцена из этого фильма, где молодой доктор раздумывает, как ему уговорить скорбящую мать отдать органы своего сына для трансплантации, стала отправной точкой для создания фильма Альмодовара 1999 года «Всё о моей матери».

## Премии
- 7 номинаций премии «Гойя» (1996).
- Мариса Паредес получила приз за лучшую женскую роль на кинофестивале в Карловых Варах.